# Луганський автобус
Луганський автобус — автобусна мережа Луганська, що включає в себе як автобуси, які працюють в режимі рейсового автобуса, так і ті, що працюють в режимі маршрутного таксі.

## Історія
Автобусний рух у місті розпочався в 1931 році. Активний розвиток автобусної мережі міста розпочався у 1970-ті роки.
У 1968 році, на вулиці міста вийшли перші автобуси угорського виробництва Ikarus 180. Автобуси Ikarus 556 у місто не постачались, оскільки на міських маршрутах експлуатувались одиночні автобуси моделей ЛіАЗ-677 та ЛАЗ-695. Останні автобуси Ікарус 180 зникли з вулиць в 1977 році.
У 1973 році, місто отримало перші автобуси Ikarus 260, а у 1975 році — Ikarus 280. Автобуси ЛАЗ-695 до кінця 70-х зникли з міських маршрутів, їх поставки проводились лише на приміське АТП-12121 та на автобазу «Турист». Автобуси ЛіАЗ-677 продовжили працювати разом з угорськими «Ікарусами» в міському АТП-12125 до кінця 1990-х. Останні поставки автобусів «Ікарус» були весною 1991 року. Останні 4 автобуси ЛіАЗ-677 отримані в січні 1994 року.
З 1973 по 1991 рік міське АТП отримало понад 500 автобусів «Ікарус» 2хх-го модельного ряду. Починаючи з 1990 року ці автобуси масово виводились з експлуатації, а на міських маршрутах знову почали працювати автобуси ЛАЗ-695. Останні автобуси Ікарус і ЛіАЗ-677 зникли з вулиць на початку 2000-х.
У 1995—1996-х на вулицях міста почали курсувати автобуси ЛАЗ-52523, Volvo та Scania, але на початку 2000-х вони також зникли з вулиць Луганська.
З 2004 по 4 грудня 2009 року автобусні маршрути Луганська обслуговували автобуси підприємства Валерія Букаєва ТОВ «Луганськінтерресурс», але після конфлікту з міською владою вони теж зникли з вулиць Луганська.
Автобуси ЛАЗ-695 останній раз виходили на міські маршрути у 2007 році. Після їх випуск на лінію був заборонений міською адміністрацією.
Пізніше, у 2009 році міська влада придбала три автобуси Богдан А092, які почали курсувати за маршрутами №№ 101, 110, 113, але після закриття «Інтерресурсу» один із цих автобусів почав курсувати маршрутом № 112.
У 2010 році відновили маршрут № 114, але у режимі маршрутного таксі, на ньому почали курсувати 6 автобусів «Богдан-А092». У 2011 році ці автобусі також почали курсувати за маршрутами № 155, 150. Також підприємство «Транспорт-Профі» придбало б/в автобуси, які почали курсувати за маршрутом № 150, а також один черкаського виробництва, який курсує по маршруту № 134. З червня у місті з'являються автобуси міського транспортного підприємства «Гортранс», що обслуговують маршрути №№ 155, 167, 197, 170, 101, 110, 112, 107, 115, 113. У жовтні у Луганську з'явилися автобуси великої місткості, які почали курсувати за маршрутом № 197. Також один автобус підприємства «Гортранс» почав курсувати маршрутом № 118. Також за маршрутом № 133 почав курсувати автобус «Богдан А067», перший представник цієї моделі в Луганську. Також у кінці жовтня автобуси підприємства «Гортранс» почали курсувати за маршрутами № 122 та 140. Придбані у 2009 році три «Богдана А092» з 2011 року почали курсувати маршрутами №№ 112, 115, 135-к.
Один автобус Богдан А092 почав курсувати за маршрутом 117 у режимі маршрутного таксі, один автобус «БАЗ А079 (Еталон)» почав курсувати маршрутом 132, автобус I-VAN курсує маршрутом 101. Також з'явилися автобуси «Гортранса» на маршруті 133. Також один автобус DAF почав курсувати по маршруту 169. Автобус «Богдан А067» з листопада курсує по маршруту 110. Також автобуси «Гортранса» почали курсувати по маршрутах 111-А, 111-Б та 129.
У грудні 2011 року був закритий маршрут № 114, який працював у режимі маршрутного таксі. Найближчим часом у місті з'являться два нових маршрути 165-А та 165-Б. Також з'явилися два автобуси DAF, які почали курсувати по маршруту 169. Також автобуси «Гортрансу» почали курсувати по маршрутах 136 та 187, а також у зв'язку з відкриттям у місті другого гіпермаркету «Епіцентр», почали курсувати три автобуси «Богдан А092» з безкоштовним підвезенням до гіпермаркету. З 23 січня почали курсувати два нових автобуси «Богдан А092» з пандусом для перевезення інвалідів. Автобуси «Богдан А092» з'явилися й на маршрутах 122 та 147. Автобуси «Гортрансу» почали курсувати по маршрутах 104 та 125. Було скасовано маршрут 169 через свою збитковість. На маршруті 117 з'явився перший у місті автобус «Богдан А093» у режимі маршрутного таксі. З'явився автобус «Богдан А092» на маршруті 153. З грудня 2012 року припинили курсувати на маршруті 197 автобуси DAF. А з квітня 2013 року після проведення конкурсу на перевезення автобуси міського підприємства Гортранс почали курсувати по маршрутах 101, 103, 104, 110, 112, 113, 115, 118, 125, 133, 139, 140, 153, 155, 157, 167, 170, 187,197.
З'явився маршрут 103, який курсує як 107, але через лікарню № 7 та вул. Даля, а маршрут 135-к перенумерували на 139. Незабаром у місті введуть в дію нову маршрутну мережу по якій, у Луганську курсуватимуть автобуси середньої й великої місткості. Також з 16 червня на 117 маршрут вийшли автобуси нового перевізника ООО «Луганський міський автобусний парк». Усі вони зеленого кольору, оскільки він став фірмовим кольором міського транспорту. Найближчим часом з'являться автобуси «БАЗ А081» (Волошка).
25 липня пройшов конкурс перевізників переможцем якого стало підприємство «ЛГАП», яке виставило на конкурс 23 «Еталона» та 15 «Богданів», які почнуть курсувати маршрутами 110, 111, 117, 119, 122, 134, 137, 167, 170, 197. У листопаді 2013 року 133 маршрут поділили на два: 133-а (який курсує як звичайний 133) та 133-б (який від 39 школи курсує до селища Велика Вергунка), на ці маршрути вийшло два автобуси підприємства ЛГАП. На початку березня 2014 року було знову відновлено маршрут 114 у режимі маршрутного таксі.
З 2014 року багато автобусів було вивезено з Луганська. Автобуси марки Богдан/Ataman A092 залишалишаются на маршрутах 110,112,115,150(найбільше число). З 2017 на маршрути вийшли автобуси Паз-3205(112,251 маршрути). Зелені коммунальні автобуси Богдан А201 працювали на маршруті до КПВВ Станиця-Луганська та подекуди на міських маршрутах 110,128,155,438А/Б. У 2022 році Луганськ отримав 50 автобусів Ліаз 4292 та Ліаз 5292 від Москви, які виïхали у вересні 2022 на маршрути 155 та 197. Також у 2022 на 170 маршрут виïхав автобус Паз-Vector Next.

## Рухомий склад
Після 2014 року автобуси марки "Богдан" стало значно менше, вони стали замінятися різними моделями автобусів "Газєль".
Раніше в місті працювали автобуси (деякі можуть і по сьогодні працювати):
- Богдан А069 — 1 одиниця(2006-2014)
- Богдан А092 — 14 одиниць(до 2014 50 одиниць)
- Богдан А201 — 14 одиниць(до 2014 38 одиниць)
- Богдан А093 — 12 одиниць(експлотувались у 2011-2014 роках)
- БАЗ-А081 «Волошка» — 22 одиниці(2013-2018)
- БАЗ-А079.45 «Еталон» — 1 одиниця(2013-2018)
- БАЗ-А079 «Еталон» — 2 одиниці(2013-2014)
- Богдан А091 — 1 одиниця(2013-2014)
- I-Van — 2 одиниці
- Паз-3205-6 одиниць
- Чаз-А074-1 единицы
- Паз-Vector Next-1 одиниця
- Ліаз 5256-5 одиниць
- Ліаз 4292-20 одиниць
- Ліаз 5292-32 одиниці
- Голаз Вояж-5 одиниць
- ЛІАЗ-677 — з 1971 по 2003 роки, приблизно 300 одиниць.
- ЛАЗ-695 — з 1960-х по 1970-ті роки, потім з 1991 по 2007 роки
- Ikarus 180 — з 1968 по 1977 роки, приблизно 40-50 одиниць
- Ikarus 260 — з 1973 по 2004 роки
- Ikarus 280 — з 1975 по 2004 роки
- ЛАЗ 52523 — з 1995 по 2001 роки, 30 одиниць
- Автобуси Volvo Van Hool, Volvo Wiima, Aabreanna, Scania CR12 — з 1995 по 2003 роки. Приблизно 20—30 одиниць.
- Karossa 734 — з початку 2000-х по 2007 роки. Приблизно 50—60 одиниць.

Також працювали автобуси моделей — РАФ, КАвЗ-685, ПАЗ-672, ПАЗ-3205 та інші, в стані маршрутних таксі.

## Маршрути
Маршрути міського громадського транспорту з 1965 року переведені у нумерацію європейського зразка[джерело?]: трамвайні маршрути отримали номерний розбіг[уточнити] з 1 по 50, тролейбусні — з 51 по 100, автобусні — з 101 по 150, маршрутного таксі — з 151 по 200, а приміські — з 201. З середини 90-х років нумерації маршрутів автобусів і маршрутних таксі були змішані у єдину номерну категорію з 101 до 200.
| Маршрут             | Початкова зупинка                | Кінечна зупинка      | Період роботи                              | Графік роботи (за часом відправлення) Вихідний або недільний графік                   |
| ------------------- | -------------------------------- | -------------------- | ------------------------------------------ | ------------------------------------------------------------------------------------- |
| 6                   | Машколедж                        | Обласна лікарня      | з осені 2017, замість недійсного трамвая 6 | 6:00-17:20 кожні 6 хв.                                                                |
| 101                 | вул. Комінтерна                  | Автовокзал           | до 2014                                    |                                                                                       |
| 102                 | с. Ювілейне                      | Машколедж            | до 2007                                    |                                                                                       |
| 103                 | Парк Горького                    | кв. 50 річчя Жовтня  | до 1992                                    |                                                                                       |
| 104                 | Зелена Роща                      | кв. Якіра            | до 2013                                    |                                                                                       |
| 105                 | вул. Моісеенко                   | кв. Комарова         | до сер. 2000-х                             |                                                                                       |
| 106                 | с. Ювілейне                      | с. Олександрівськ    | до 2007                                    |                                                                                       |
| 107                 | пл. Леніна                       | кв. Якіра            |                                            | 5:30-18:00 кожні 6 хв.                                                                |
| 108                 | кв. Південний                    | СНУ                  | до 2007                                    |                                                                                       |
| 109                 | кв. Південний                    | кв. Волкова          | до сер. 2000-х                             |                                                                                       |
| 110 А/Б (кільцевий) | пл. Леніна                       | вул. Котєльнікова    |                                            | 5:30-19:20 кожні 6 хв.                                                                |
| 111 А/Б (кільцевий) | Залізничний вокзал               | Автовокзал           |                                            | 5:30-18:55 кожні 60 хв.                                                               |
| 112                 | 3й кілометр                      | с. Тельмана          | до 1990-х                                  |                                                                                       |
| 113                 | пл. Леніна                       | Автовокзал           | до 2014                                    |                                                                                       |
| 114                 | кв. Мирний                       | кв. 50 річчя Жовтня  | до 2013                                    |                                                                                       |
| 115                 | с. Веселеньке                    | Машколедж            |                                            | приблизно з 5:30 до 17:00 приблизно кожні 90 хв.                                      |
| 116                 | кільце ВАТ ХК "Луганськтепловоз" | кв. Комарова         | ??? (існував станом на 2006)               |                                                                                       |
| 117                 | пл. Леніна                       | кв. Дзержинського    |                                            | 5:30-19:30 кожні 3,5 хв.                                                              |
| 118                 | кв. Мирний                       | Мала Вергунка        |                                            | 5:30-17:00 кожні 30 хв.                                                               |
| 119                 | кв. Мирний                       | пл. Леніна           |                                            | 5:30-18:00 кожні 15 хв.                                                               |
| 120                 | Залізничний вокзал               | кв. 50 річчя Жовтня  | до 1992                                    |                                                                                       |
| 121                 | Обласна лікарня                  | кв. Якіра            | до 2007                                    |                                                                                       |
| 122                 | с. Фабричне                      | кв. Комарова         |                                            | 5:30-19:06 кожні 6 хв.                                                                |
| 124 А/Б (кільцевий) | кв. Мирний                       | с. Розкішне          |                                            | 5:30-17:00 кожні 30-40 хв.                                                            |
| 125                 | Машколедж                        | Зелена Роща          | ??? (існував станом на 2006)               |                                                                                       |
| 126                 | вул. Грабовського                | кв. Якіра            | до 2014                                    |                                                                                       |
| 127                 | Залізничний вокзал               | Зелена Роща          | ??? (існував на 01.04.2003)                |                                                                                       |
| 128                 | кв. Мирний                       | Обл. лікарня         | до 2002, з 24 серпня 2020 р.               | 5:30-17:00 приблизно кожні 15 хв.                                                     |
| 129                 | Залізничний вокзал               | Бар "Чорний Кіт"     |                                            | 5:30-17:30 кожні 5 хв.                                                                |
| 130                 | Аграрний університет             | кв. Комарова         | до 2009, дубль 54 тролейбусу               |                                                                                       |
| 132 А/Б (кільцевий) | с. Ювілейне                      | кв. Якіра            |                                            | 5:30-16:30 кожні 60 хв.                                                               |
| 133                 | кв. Мирний                       | вул. 2-а Біломорська |                                            | 5:30-19:30 кожні 4 хв.                                                                |
| 134                 | кв. Мирний                       | кв. 50 річчя Жовтня  |                                            | 5:30-19:20 кожні 4 хв.                                                                |
| 135                 | Зелена Роща                      | Автовокзал           |                                            | 5:30-17:20 кожні 12 хв.                                                               |
| 136                 | вул. Яніса Лациса                | Залізничний вокзал   |                                            | 5:30-17:10 приблизно кожні 80 хв.                                                     |
| 137 А/Б (кільцевий) | кв. Мирний                       | Ц. Ринок             |                                            | 5:30-19:10 кожні 5 хв.                                                                |
| 138                 | Обласна лікарня                  | кв. Дзержинського    |                                            | 5:30-18:00 кожні 6 хв.                                                                |
| 140                 | с. Тепличне                      | кв. 50 річчя Жовтня  |                                            | 5:30-17:00 кожні 60 хв.                                                               |
| 141                 | с. Ювілейне                      | кв. Мирний           |                                            | 5:30-18:00 кожні 7 хв.                                                                |
| 144                 | кв. Мирний                       | кв. Якіра            |                                            | 5:30-18:00 кожні 8 хв.                                                                |
| 147 А/Б (кільцевий) | кв. Мирний                       | 3-й километр         |                                            | 5:30-18:30 кожні 5 хв.                                                                |
| 150                 | Залізничний вокзал               | кв. Комарова         |                                            | 5:30-18:30 кожні 4 хв.                                                                |
| 151                 | пл. Леніна                       | Обласна лікарня      |                                            | 5:30-17:45 кожні 7 хв.                                                                |
| 152                 | Парк Горького                    | Обласна лікарня      |                                            | 5:30-17:00 (дуже нестабільний) кожні 5 хв.                                            |
| 153                 | кв. Мирний                       | Обласна лікарня      | до 2014                                    |                                                                                       |
| 154                 | с. Ювілейне                      | пл. Леніна           | до 2013                                    |                                                                                       |
| 155                 | кв. Мирний                       | Ринок "Околиця"      |                                            | 5:30-22:00 кожні 2,5 хв.                                                              |
| 156                 | Залізничний вокзал               | кв. 50 річчя Жовтня  | до 2012                                    |                                                                                       |
| 157                 | Залізничний вокзал               | Велика Вергунка      | до 2014                                    |                                                                                       |
| 158 А/Б (кільцевий) | кв. Південний                    | Автовокзал           | до сер. 2000-х                             |                                                                                       |
| 159                 | с. Тельмана                      | с. Ювілейне          | ??? (м.б. до 2007)                         |                                                                                       |
| 165                 | Залізничний вокзал               | Обласна лікарня      | до 2007                                    |                                                                                       |
| 166 А/Б             | Залізничний вокзал               | кв. Якіра            | до 2017                                    |                                                                                       |
| 167                 | кв. Південний                    | кв. Якіра            |                                            | 5:30-19:50 кожні 3 хв.                                                                |
| 168                 | кв. Мирний                       | кв. Якіра            | до сер. 1990-х                             |                                                                                       |
| 169                 | кв. Південний                    | кв. 50 річчя Жовтня  | до 2012                                    |                                                                                       |
| 170                 | Обласна лікарня                  | кв. 50 річчя жовтня  |                                            | 5:30-19:00 кожні 4-5 хв.                                                              |
| 171                 | с. Красний Яр                    | Машколедж            |                                            | приблизно з 5:30 до 17:00 приблизно кожні 120 хв.                                     |
| 173                 | Обласна лікарня                  | кв. Дзержинського    | до сер. 1990-х                             |                                                                                       |
| 181                 | с. Ювілейне                      | Ц. Ринок             | до 2004, дубль 57 тролейбусу               |                                                                                       |
| 183                 | с. Ювілейне                      | кв. Дзержинського    |                                            | 5:30-18:00 кожні 6 хв.                                                                |
| 185                 | Автовокзал                       | кв. Комарова         | до сер. 1990-х, дубль 55 тролейбусу        |                                                                                       |
| 186                 | Автовокзал                       | кв. 50 річчя Жовтня  | до 2004, дубль 53 тролейбусу               |                                                                                       |
| 187                 | кв. Південний                    | Обл. лікарня         | до 2014                                    |                                                                                       |
| 188                 | с. Тельмана                      | Мала Вергунка        | до 2013                                    |                                                                                       |
| 197                 | с. Ювілейне                      | Обласна лікарня      |                                            | 5:30-20:30 кожні 3 хв.                                                                |
| 231                 | м. Олександрівськ                | кв. 50-річчя Жовтня  |                                            | 5:30-17:00 (з кв. 50-річчя Жовтня) приблизно кожні 140 хв.                            |
| 238                 | с. Макарово                      | Обласна лікарня      | ??? (існував на 01.04.2003)                |                                                                                       |
| 250                 | м. Олександрівськ                | с. Видне             |                                            | 5:30-17:00 (дуже нестабільний) Інтервал невідомий, можливо, маршрут вже не функціюнує |
| 251                 | с. Металіст                      | Обласна лікарня      |                                            | 5:30-17:45 (з Обл. лікарні) 15 хв. 6:30-14:30 (з Обл. лікарні) 60 хв.                 |
| 259                 | с. Розкішне                      | Машколедж            |                                            | 5:30-18:05 приблизно 20 хв.                                                           |
| 265                 | м. Олександрівськ                | с. Переможне         | ??? (існував на 01.04.2003)                |                                                                                       |
| 292                 | м. Олександрівськ                | Ц. Ринок             | до 2002                                    |                                                                                       |
| 438 А/Б (кільцевий) | м. Олександривськ                | ТЦ "Кристал"         | з 25 листопада 2020                        | 438-А: 6:00-17:43 (з ТЦ "Кристал") 438-Б: 6:30-18:21 (з ТЦ "Кристал") 60 хв.          |